# Sobral de Monte Agraço
Sobral de Monte Agraço là một huyện thuộc tỉnh Lisboa, Bồ Đào Nha. Huyện này có diện tích 52 km², dân số thời điểm năm 2001 là 8927 người.